# Potlačování volné energie
Potlačování volné energie (nebo nové potlačení energie) je konspirační teorie, podle které vláda, korporace nebo skupiny advokátů potlačují technologicky životaschopné, neznečištěné a levné zdroje energie. Mezi zařízení, která jsou údajně potlačena, patří stroje s trvalým pohybem, generátory studené fúze, generátory na bázi torusu a další, levné zdroje energie.
K potlačování (nebo oslabování) údajně dochází od poloviny 19. století a údajně se ho dopouštějí různé vládní agentury, korporační síly, zájmové skupiny a podvodní vynálezci. Zvláštní zájmové skupiny jsou obvykle spojovány s fosilním palivem nebo jaderným průmyslem jehož obchodní model by byl ohrožen.
Nároky na potlačení zahrnují:
- Tvrzení, že vědecká komunita kontrolovala a potlačila výzkum alternativních způsobů výroby energie prostřednictvím institucí vzájemného hodnocení a akademického tlaku.[9]
- Tvrzení, že existují zařízení, která jsou schopna extrahovat významnou a využitelnou energii z již existujících nekonvenčních zásobníků energie, jako je energie nulového bodu, za malé nebo žádné náklady, jsou ale potlačena.[10][11][12][13]

Někteří pozoruhodní lidé, kteří byli pro jejich výzkum potlačeni, obtěžováni nebo zabiti, jsou Stanley Meyer a John Kanzius. Pozoruhodní zastánci teorie spiknutí zahrnují Garyho McKinnona.